# Kompetice
Kompetice (resp. konkurence) je pojem popisující vztah dvou organismů. Jedná se zároveň o jednu z kategorií širšího pojetí symbiózy. Přesně ji definovat je poněkud složité, faktem je, že žádná všeobecně přijatelná definice neexistuje, mimo jiné i proto, že k problému kompetice lze přistupovat z mnoha různých úhlů, podle kterých může být definovaná značně široce (v tom případě se často definuje jako takový vztah mezi dvěma organismy, který vyznívá pro oba negativně), nebo úžeji (kompetice jakožto snaha dvou organismů využívat tentýž zdroj). Kompetice je stěžejním pojmem zejména v ekologii a evoluční biologii.
Rozlišujeme kompetici vnitrodruhovou, která probíhá mezi jedinci téhož druhu, a mezidruhovou, která probíhá mezi jedinci různých druhů. Opakem kompetice je kooperace neboli spolupráce.

## Exploatační a interferenční kompetice
Podle charakteru kompetice rozlišujeme kompetici exploatační, při níž nedochází k bezprostřednímu střetu mezi kompetitory (kompetice probíhá pouze na základě toho, že se oba organismy snaží využívat tentýž zdroj, který tím spotřebovávají. Příkladem může být špaček a vinař – jeden sklízí hrozny na víno, druhý se je snaží sežrat a výsledek je určen tím, kdo je rychlejší), a kompetici interferenční, při níž se konkurenti střetnou v přímém boji a výsledek je určen úspěšností v tomto střetnutí (exploatační kompetice špaček-vinař se změní v interferenční v okamžiku, kdy vinař přijde na vinici s brokovnicí a začne situaci řešit za pomoci likvidace špaččích příživníků).

## Scramble a Contest competition
- Contest– jde o případ, kdy jen jeden z konkurentů získá celý zdroj (samičku získá jen jeden sameček), existuje vítěz a poražený.
- Scramble – v tomto případě se oba mohou podělit tak, aby každý měl alespoň něco (část zdroje). I když to nakonec může být tak málo, že to nestačí ani jednomu. Příkladem mohou být krávy na louce – tráva je omezená a nemusí stačit pro všechny, nelze ovšem zabránit přístupu ostatním.

## Princip kompetičního vyloučení
Princip kompetičního vyloučení říká, že protože kompetice je ztrátová pro obě strany, je výhodné se jí nějak vyhnout. Zpravidla se tak děje úpravou niky, tedy souboru podmínek a zdrojů, které organismus potřebuje k životu. Pokud jeden druh (A) pojídá kořist o velikosti 4 až 7 mm a druhý druh (B) 5 až 8 mm, pak pokud se na jednom stanovišti tyto dva druhy potkají, rozdělí si sporné pásmo tak, aby se minimálně překrývaly. Je-li druh A zároveň kompetičně slabší, pak může být výsledek např. 4 až 5,3 mm pro druh A a 5,3 až 8 mm pro druh B.

## Princip kompetičního uvolnění
Situace kdy jeden z kompetitorů vymizí (z jakéhokoliv důvodu). Příkladem mohou být tažní ptáci, kteří po odletu uvolní své niky.

## Kompetice u rostlin
Kompetice má velký význam mezi rostlinami. Všechny rostliny totiž ke svému růstu potřebují podobné zdroje (světlo, voda, základní živiny), a proto se o ně neustále přetahují. Klasická teorie by předpokládala, že vyhraje ten druh, který je kompetičně nejsilnější, neboť postupně vytlačí ostatní druhy. Existence druhově bohatých rostlinných společenstev ukazuje, že tomu tak většinou není – zpravidla proto, že i v rámci zdánlivě homogenní lokality existuje značná mikrovariabilita, která způsobuje, že lokálně je kompetičně silnější pokaždé jiný druh. Výjimkou jsou agresivní metody kompetice, mezi něž patří např. alelopatie – vypouštění toxických látek do okolí, které znemožňují růst ostatních druhů (např. trnovník akát). Další metodou je tvorba hustého listového opadu, který znemožňuje růst dalších druhů, což vede např. ke vzniku tzv. „nahých“ bučin.
Kompetice mezi rostlinami je často asymetrická, tj. že jedna rostlina utlačuje druhou víc, než se to děje naopak. Tak např. buk lesní ve výše zmíněné nahé bučině utlačuje šťavel kyselý a třtinu chloupkatou, protože je prostě větší, víc stíní, má hlubší a rozvětvenější síť kořenů a tvoří víc opadu. Naopak někdy může platit asymetrický vztah i obráceně – semenáček buku na pasece je utlačován třtinou, která na jaře vyroste mnohem rychleji. Důsledkem v lesnické praxi je potřeba vyžínání těchto asymetricky kompetujících bylinných druhů po dobu několika let, než se asymetrie změní. (Rostlinné druhy utlačující mladé stromky se nazývají v lesnické praxi buřeň.)